# 王水柳
王水柳，（1898年3月27日—1992年4月20日），臺灣臺北安坑人（今屬新北市新店區）。曾是台灣日治時期的大茶商之一的文山茶行負責人，也是二二八事件受難者王添灯的兄長，著名的台獨運動者史明的姨丈。

## 生平

### 早年與發跡
王水柳祖籍是福建漳州府南靖縣，祖父是王清廉，父親是王綿長。
王家祖上移民至臺灣後世代務農開墾，家境清貧。王綿長生有四男二女，王水柳是大哥。他自幼跟著父輩種茶與採礦。安坑公學校（今安坑國小）畢業後，因家中無力供其升學，與弟弟到阿里山的沼之平車站擔任替火車添加煤炭的雜役，並按月寄錢回家。1919年時，王綿長利用兒子們寄回來的錢與借資，開始經營販售茶葉的生意，於是王水柳與弟弟辭職回到老家協助父親。1927年，王綿長過世，王水柳開始接手家中生意，將自製茶葉經由華利洋行（Filed Hastus & Co.）、義和洋行、德記洋行和美時洋行等外商銷售。1932年4月，先與友人張西河、劉宗妙、黃漢水創立南興洋行，其後再與弟弟王添灯創立文山茶行，其後事業擴大，經營版圖北起大連、天津、韓國，南至東南亞、沖繩，並在大連與新加坡都設立分行, 當時以六合香品牌見於各地相當受到歡迎。

### 守護宮廟
1935年，王水柳與潘朝順、林枝春、賴永財被日方選為安坑區太平宮（位於今新北市新店區）管理人；1937年，七七事變爆發，日本推行皇民化運動，日方要求太平宮拆除。在眾人商議下，公推王水柳為代表，赴萬華弘法寺（今台北天后宮）請一位日本真言宗師父作為住持，並改祭祀觀音佛祖，太平宮才得以保全。1945年8月日本投降，10月，國民黨軍隊派兵抵台接收，因無營舍可住，遂強佔太平宮，王水柳只好將神像迎回祖宅供奉，直至1947年軍隊移居後才得歸還。

### 身後評價與紀念
王水柳經商有成，也很早投入公益事業，同時也為新店安坑地區鄉紳表率組成王氏宗親會，不但興建圖書館供貧困學子讀書，還定期發放米糧給低收入者，更直接支助弟弟王添灯從政、辦報，為人民發聲，除了茶業界的影響力外，對台灣有直接貢獻。不過生前卻謙虛表示，自己對國家社會沒有貢獻，只求「守已安分、不負人、不擾人」。當時日記也有記載：「1990年8月中央日報記者前來，持本人之照相及前日付安坑國小壹佰萬獎學金之報紙前來。但我向他建議，此後不可報導本人之事，因少數之金錢大登褒獎，對不起之」。

### 二二八事件至晚年
1947年2月28日，台灣爆發了二二八事件，王添灯因為直言進諫觸怒當局，於3月11日在家中被憲兵第四團帶走，從此下落不明。王添灯被捕失蹤後，股東紛紛撤資，於是王水柳獨資經營維持，後又成立「文山企業公司」經營滑石粉礦、化工等業務。

## 家族
- 父：王綿長
- 母：許有[10]
- 兄弟姐妹[11]：

1. 王水柳
2. 王添灯
3. 王進益：來也當上茶商同業公會的理事長，之後轉任總幹事，2007年底以105歲高齡仙逝
4. 王忠信：琉球行醫時患病,返台就醫時不幸併發肺炎過世
5. 王秀琴：晚年慈善事蹟被拍成電視劇[矽谷阿嬤]

## 註解
1. ↑  新北市教育局. . 自立早報. 1992-04-30  [2014-10-08]. （原始内容存档于2016-03-05） （中文（臺灣））.
2. ↑  陳儀深等.  (PDF). 台北: 中央研究院近代史研究所. 2013年12月: 14  [2014-10-08]. ISBN 978-986-03-5587-1. （原始内容存档 (PDF)于2014-01-13）. 王添灯的哥哥王水柳，是我祖母的弟弟的女兒的丈夫，我得稱呼他姨丈
3. ↑  張子文等. . 國家圖書館 (中華民國). 2006: 60–61  [2014-10-08]. ISBN 9789576784514. （原始内容存档于2016-03-04）.
4. ↑  .   [2014-10-08]. （原始内容存档于2014-10-14） （中文（臺灣））.
5. ↑  因為當時太平宮供奉開漳聖王
6. ↑  . 安坑國小. 2004  [2014-10-08]. （原始内容存档于2014-10-12） （中文（臺灣））.
7. ↑  . 中時電子報 邱祖胤. 2012-12-16  [2014-10-08] （中文（臺灣））.
8. ↑  關於王添灯，多採用蘇新所著之《未歸的臺共鬥魂》中的〈王添灯先生事略〉一文描述，被張慕陶命人爆打，後淋汽油活活燒死之說，然而迄今並無其他資料可做補證。
9. ↑  . 周柏雅. 2009-04-09  [2014-10-08]. （原始内容存档于2014-10-24） （中文（臺灣））.
10. ↑  . 吳三連台灣史料基金會. 2005  [2014-10-08]. （原始内容存档于2014-10-13） （中文（臺灣））.
11. ↑  藍博洲, , 王水柳文化基金會: 312–329, 2012  [2014-10-13], ISBN 9789868896208, （原始内容存档于2014-10-18）